# Меноміні (округ, Вісконсин)
Шаблон:StateAbbr_ 45°01′ пн. ш. 88°42′ зх. д. / 45.02° пн. ш. 88.7° зх. д.
 Меноміні (англ. Menominee County) — округ (графство) у штаті Вісконсин. Ідентифікатор округу 55078.

## Історія
Округ утворений 1959 року.

## Демографія
За даними перепису
2000 року
загальне населення округу становило 4562 осіб, зокрема міського населення було, а сільського — 4562.
Серед них чоловіків — 2250, а жінок — 2312. В окрузі було 1345 домогосподарств, 1065 родин, які мешкали в 2098 будинках.
Середній розмір родини становив 3,66.
Віковий розподіл населення поданий у таблиці:
| Стать    | До 15 років | 15-21 | 22-29 | 30-39 | 40-49 | 50-65 | 65-85 | Понад 85 |
| -------- | ----------- | ----- | ----- | ----- | ----- | ----- | ----- | -------- |
| Чоловіки | 768         | 266   | 183   | 278   | 257   | 311   | 183   | 4        |
| Жінки    | 728         | 273   | 170   | 316   | 280   | 346   | 190   | 9        |

## Суміжні округи
- Оконто — схід
- Шавано — південь
- Ланґлейд — північний захід

## Виноски
1. ↑  U.S. Decennial Census. United States Census Bureau. Архів оригіналу за 4 квітня 2018. Процитовано 6 серпня 2015.
2. ↑  Forstall, Richard L., ред. (27 березня 1995). Population of Counties by Decennial Census: 1900 to 1990. United States Census Bureau. Архів оригіналу за 18 липня 2015. Процитовано 6 серпня 2015.
3. ↑  Census 2000 PHC-T-4. Ranking Tables for Counties: 1990 and 2000 (PDF). United States Census Bureau. 2 квітня 2001. Архів оригіналу (PDF) за 6 вересня 2019. Процитовано 6 серпня 2015.
4. ↑  State & County QuickFacts. United States Census Bureau. Архів оригіналу за 6 червня 2011. Процитовано 22 січня 2014.(англ.) Наведено за англійською вікіпедією.
5. ↑  American FactFinder. Бюро перепису населення США. Архів оригіналу за 26 лютого 2012. Процитовано 31 січня 2008.

| США | Це незавершена стаття з географії США. Ви можете допомогти проєкту, виправивши або дописавши її. |